# Старомусино (Мелеузовский район)
Старому́сино (баш. Иҫке Муса) — деревня в Мелеузовском районе Республики Башкортостан Российской Федерации. Входит в состав Первомайского сельсовета. 

## География

### Географическое положение
Деревня находится на берегу реки Белая.
Расстояние до:
- районного центра (Мелеуз): 9 км,
- центра сельсовета (Первомайская): 3 км,
- ближайшей железнодорожной станции (Мелеуз): 9 км.

## Население
| 2002 | 2009 | 2010 |
| ---- | ---- | ---- |
| 52   | ↗69  | ↘66  |

### Национальный состав
Согласно переписи 2002 года, преобладающая национальность — башкиры (83 %).